# Manfred Burgsmüller
Manfred Burgsmüller (Essen, 1949. december 22. – Essen, 2019. május 18.) nyugatnémet válogatott német labdarúgó, csatár.

## Pályafutása

### Klubcsapatban
A VfB Recklinghausen, majd a Rot-Weiß Essen korosztályos csapatában kezdte a labdarúgást. 1968-ban mutatkozott be az esseni csapat első együttesében. 1971 és 1974 között a Bayer Uerdingen, 1974 és 1976 között ismét a Rot-Weiß Essen, 1976-ban újra a Bayer Uerdingen játékosa volt. 1976 és 1983 között a Borussia Dortmund, 1983–84-ben az 1. FC Nürnberg, 1984–85-ben a Rot-Weiß Oberhausen, 1985 és 1990 között a Werder Bremen csapatában játszott.

### A válogatottban
1977–78-ban három mérkőzésen szerepelt a nyugatnémet válogatottban.

## Sikerei, díjai
Werder Bremen
- Nyugatnémet bajnokság (Bundesliga)
  - bajnok: 1987–88